# Соляное (Омская область)
Соляное — село в Черлакском районе Омской области. Административный центр Солянского сельского поселения.

## История
Основано в 1680 году. В 1928 г. состояло из 266 хозяйств, основное население — русские. Центр Солянского сельсовета Ачаирского района Омского округа Сибирского края.

## Население
| 2010 |
| ---- |
| 2052 |